# Нейзидлер, Ганс
Ганс Не́йзидлер, Но́йзидлер (нем. Hans Neusidler, также Neusiedler, Newsidler, Neysidler; ок. 1508—1509, Прессбург, Венгрия — 2 февраля 1563, Нюрнберг) — немецкий лютнист и композитор. Его сыновья Мельхиор Нейзидлер (1531—1590) и Конрад Нейзидлер (1541 — после 1604) были также лютнистами и композиторами.

## Биография
О музыкальном образовании Нейзидлера сведений не сохранилось. В 1530 г. переехал в Нюрнберг, в том же году там же женился. В 1531 г. получил нюрнбергское гражданство. После смерти жены в 1556 г. женился вторично (вторая жена умерла в 1562 г.). На всём протяжении жизни преподавал игру на лютне (заслужил в Нюрнберге репутацию авторитетного учителя), а также сам конструировал лютни. В 1536—1549 гг. опубликовал 8 сборников лютневой музыки.

## Творчество
Один из наиболее значительных композиторов-лютнистов в Германии XVI века, писавший во всех принятых тогда музыкальных жанрах. Обширную часть его лютневого репертуара составляли обработки-интабуляции немецких песен, французских шансон, итальянских мадригалов и пьес танцевального жанра, даже латинских мотетов. С точки зрения техники композиции наследие Нейзидлера также отличается разнообразием — от двухголосных дидактических пьес для начинающих лютнистов до виртуозной музыки с элементами полифонии и (редко) импровизационной «фантазийной» фактуры.
Предисловие Нейзидлера к сборнику 1536 года «Ein newgeordnet künstlich Lautenbuch» — ценное историческое свидетельство методики самостоятельного обучения на лютне.

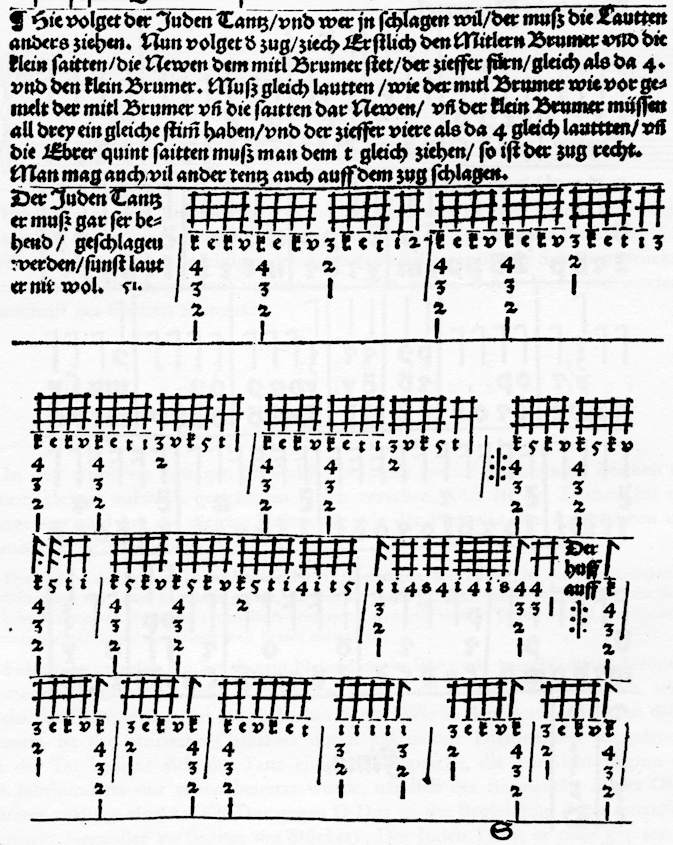
Der Juden Tanz (1544) Ганса Нейзидлера, факсимиле

Наиболее известное сочинение Нейзидлера — «Еврейский танец» (1544), который Вилли Апель называет «первым образцом музыкальной сатиры». Комичный эффект создаёт полимодальное противопоставление Cis-лидийского в мелодии и D-квинтоктавы в аккомпанементе. Лютневая табулатура сопровождается примечанием Нейзидлера, касающимся характера музыки:

Еврейский танец, лупить по струнам следует проворно, а иначе он зазвучит худо,
Оригинальный текст (нем.)Der Juden Tanz, er muß gar ser behend geschlagen werden, sonst laut er nit wol.
а также содержит подробные рекомендации к исполнению (с использованием скордатуры):

Die Laute muß nämlich gänzlich anders gestimmt werden, so daß sich einer der bemerkenswerten Fälle der scordatura ergibt.— Apel W. Die Notation der polyphonen Musik. — 
Leipzig, 1981. — S. 87.
Транскрипция этого сочинения опубликована в популярной «Музыкально-исторической антологии» Дейвисона и Апеля и в известной антологии «Denkmäler der Tonkunst in Österreich» (DTÖ).
Среди других часто исполняемых сочинений Нейзидлера — пассамеццо «Welscher Tanz Wascha mesa» и «Уличная песенка» («Gassenhauer», 1536). Последняя легла в основу одноимённой пьесы Карла Орфа и использована в качестве титульной мелодии фильма Тони Скотта (по сценарию Квентина Тарантино) «Настоящая любовь».

## Сборники сочинений
Все нижеперечисленные сборники опубликованы в Нюрнберге:
- Ein newgeordent künstlich Lautenbuch in zwen Theyl getheylt: der erst für die anfahenden Schuler (1536)
- Der ander Theil des Lautenbuchs: darin sind begriffen vil ausserlesner kunstreycher Stuck von Fantaseyen, Preambeln, Psalmen, und Muteten <…> auff die Lauten dargeben (1536)
- Ein newes Lautenbüchlein mit vil schonen Liedern (1540)
- Das erst Buch: ein newes Lautenbüchlein mit vil feiner lieblichen Liedern für die jungen Schuler (1544)
- Das ander Buch: ein new künstlich Lautten Buch für die anfahenden Schuler (1544)
- Das dritt Buch: ein new kunstlich Lauten Buch darin vil trefflicher <…> Kunst Stück von Psalmen und Muteten (1544)
- Das erst Buch: ein newes Lautenbüchlein mit vil feiner lieblichen Liedern, für die jungen Schuler (1547)
- Das ander Buch: ein new künstlich Lauten Buch erst yetzo von newem gemacht für junge und alte Schüler (1549)

## Дискография
- Chants de l’exil
- Lieder und Tänze aus Deutschland 1460—1560
- Dance music through the ages, CD1
- Renaissance Pop
- Tanzmusik von der Renaissance bis zum Biedermeier. Archiv Produktion 439 964-2 (CD1)